# فيليب غريفز
فيليب غريفز (بالإنجليزية: Sir Philip Greaves) هو سياسي باربادوسي، ولد في 19 يناير 1931 في باربادوس. انتخب Governor-General of Barbados ‏.